# Кайя (певица)
Khia Chambers (урождённая Khia Shamone Finch, род. 8 ноября 1977 года), в музыкальном бизнесе известная как Khia (Кайя) — американская рэп-дива, автор песен и хип-хоп продюсер. Всемирную известность ей принёс скандальный сингл «My Neck, My Back (Lick It)», ворвавшийся в Top-5 в Британии и Top-20 в США в 2002 году. Как следствие, дебютный альбом Кайи разошёлся тиражом более чем в 1 000 000 копий. Визитной карточкой Кайи стали откровенные, подчас грубые уличные тексты, «сырые» биты и своеобразная манера читки. В 2006 году Кайя выпустила второй альбом Gangstress на собственном независимом лейбле. В том же году она приняла участие в записи трека «So Excited» для альбома Джанет Джексон 20 Y.O. и выпустила микстейп All Hail The Queen. Летом 2008 года при поддержке лейбла Big Cat Records вышел третий студийный альбом Кайи Nasti Muzik. Рэперша предварила релиз выпуском микстейпа The Boss Lady и синглами «What They Do» (дуэт с Gucci Mane) и «Be Your Lady». За пару недель до релиза Nasti Muzik Кайя официально объявила о прекращении сотрудничества с Big Cat Records, мотивировав своё решение почти полным отсутствием поддержки продвижения со стороны лейбла. Тем не менее пластинка вышла в июле, как и планировалось.

## Дискография
- 2002 — Thug Misses
- 2006 — Gangstress
- 2008 — Nasti Muzik
- 2012 — MotorMouf aka Khia Shamone
- 2014 — Love Locs
- 2016 — QueenDomCum
- 2018 — TwerkAnomics